# Runcuri, Alba
Runcuri este un sat în comuna Bistra din județul Alba, Transilvania, România.
În anul 2008, în sat existau șase familii.